# Сервус Деи (епископ Жироны)
Се́рвус Де́и (лат. Servus Dei — раб Божий; кат. Servusdei; умер 17 августа 907) — епископ Жироны (888—907), в 888 был изгнан из епископства своими врагами и смог возвратиться только в 890 году.

## Биография
Сервус Деи родился около города Безье в семье богатых родителей Ингоберта и Адальтруды. В 888 году он был назначен архиепископом Нарбонны святым Теодардом преемником умершего епископа Теотарио в Жиронской епархии. 15 декабря этого года датирована хартия, в которой написано о продаже Сервусом Деи его родовых имений епископу Безье Агильберту — это первый документ, в котором Сервус Деи назван епископом Жироны.
Однако занять свою кафедру Сервусу Деи не удалось: графы Ампурьяса Сунийе II и Дела, намереваясь поставить епископом Жироны своего сторонника, вместе с неканоническим епископом Урхеля Эсклуа изгнали Сервуса Деи из города. Эсклуа совместно с епископом Барселоны Фродоином и епископом Вика Годмаром посвятили новым епископом Жироны Эрмериха. Изгнанный Сервус Деи бежал в окрестности Безье и Агда. Граф Барселоны Вифред I Волосатый, на территории владений которого находилось епископство Жирона, не предпринял никаких мер, чтобы защитить изгнанного епископа. Тогда Сервус Деи обратился за помощью к Теодарду Нарбоннскому, ещё ранее осудившему захват Эсклуа епископства Урхель и требование того передать ему в управление все епархии Испанской марки. 1 марта 889 года состоялся собор, который потребовал возвратить Сервусу Деи его кафедру. Однако решение собора не было признано противниками Сервуса Деи и тот был вынужден временно укрыться в монастыре Сан-Эстеве в Баньоласе (здесь в этом же году Сервус Деи освятил новый главный монастырский храм). В этом же году граф Сунийе II и Эрмерих совершили поездку ко двору короля Западно-франкского государства Эда и получили от него хартию, одобряющую их действия и наделяющую епископство Жирона новыми землями в принадлежащем Вифреду Волосатому графстве Осона. Возвратившись в свои владения, Сунийе II захватил графство Жирона. В ответ архиепископ Теодард также посетил короля Эда и получил от него уже в свою пользу хартию, согласно которой налагался запрет на восстановление архиепископства в Таррагоне. Захват графства Жерона заставил Вифреда I принять меры для защиты своих владений: в 890 году он изгнал графов Ампурьяса из Жироны и поддержал намерение архиепископа Теодарда навести порядок в своём диоцезе. Одновременно Сервус Деи совершил поездку ко двору короля Эда и 1 марта получил от него хартию с привилегиями для Жиронской епархии. В этом же году в Порте (около Нима) состоялся новый церковный собор, который постановил лишить кафедр отсутствовавших здесь епископов Эсклуа Урхельского, Фродоина Барселонского и Эрмериха Жеронского. Раскаявшийся в своих заблуждениях епископ Годмар Викский был прощён. Этот собор позволил Сервусу Деи возвратиться в Жирону.
Чтобы заручиться поддержкой своего возвращения на кафедру, Сервус Деи в 891 году совершил ещё одну поездку ко двору короля Эда. По пути он принял участие в соборе в Меун-сюр-Луар (около Орлеана), разбиравшем дела архиепархии Санса. 15 июля Сервус Деи получил от короля хартию, в которой епархии Жироны давались новые привилегии, в том числе передавалось селение Баскара. В 892 году епископ Жероны совершил паломничество в Рим, где получил от папы римского Формоза буллу, в которой подтверждалось каноничность избрания Сервуса Деи епископом, осуждалось избрание епископом Эрмериха, а епископству Жирона предоставлялись некоторые привилегии. В этом же году Сервус Деи участвовал в соборе в Сео-де-Уржеле, во время которого было окончательно решено дело о захвате епархий Урхеля и Жироны: Эсклуа и Эрмерих полностью признали себя виновными, были осуждены, лишены духовного сана и покинули свои епархии.
В дальнейшем Сервус Деи беспрепятственно управлял епископством Жирона до самой своей смерти. 19 апреля 897 года он принял участие в соборе в Порте, на котором председательствовал архиепископ Нарбонны Арнуст и который осудил епископа Магелона Аббона за захват не принадлежавших ему церковных владений. Позднее в этом же году Сервус Деи совершил новую поездку в Рим, где получил от папы римского Романа буллу с новыми привилегиями для Жиронской епархии. В этом документе среди территорий, подчинённых епископу Жироны, называются острова Мальорка и Менорка.
В 899 году Сервус Деи, вместе с графом Барселоны Вифредом II Боррелем и другими прелатами Испанской марки, совершил поездку ко двору нового короля Западно-франкского государства Карла III Простоватого и 29 мая в Тур-сюр-Марне получил от него хартию, подтверждающую привилегии, данные Жиронской епархии предыдущими монархами. 27 октября 904 года Сервус Деи освятил в Кампродоне церковь, вокруг которой впоследствии возник монастырь Сан-Педро-де-Кампродон. В 902 году Сервус Деи участвовал в поместном соборе в Нарбонне, а в июле 906 года в
соборе в Барселоне, на котором обсуждалось право епископства Вик не делать ежегодные выплаты в казну архиепископа Нарбонны, то есть, фактически, получить самостоятельность от Нарбоннского диоцеза.
Сервус Деи скончался 17 августа 907 года. Эта дата указана в эпитафии на надгробии епископа, сохранившимся в церкви Сан-Фелис-де-Жирона. Преемником Сервуса Деи на кафедре Жироны стал епископ Виго.